# Головачёва, Анастасия Дмитриевна

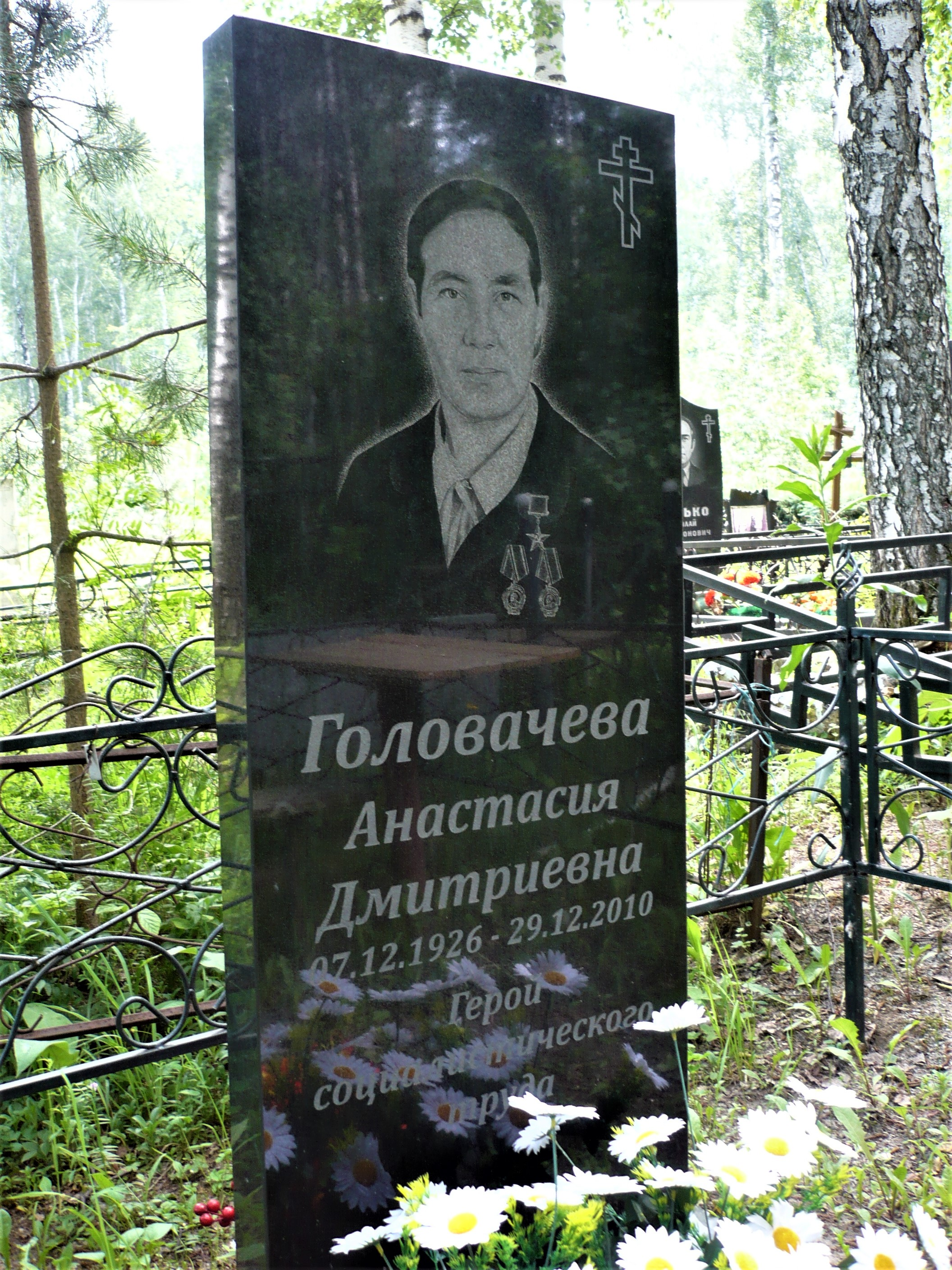
могила на Заельцовском кладбище,г.Новосибирск

Анастасия Дмитриевна Головачёва (7 декабря 1926 — 29 декабря 2010) — передовик советского сельского хозяйства, телятница совхоза "Маршанский" Каргатского района новосибирской области, Герой Социалистического Труда (1973).

## Биография
Родилась в 1926 году в селе Маршанка. Русская. Член КПСС.
В родном селе завершила обучение в семи классах. Стала работать на животноводческой ферме — учётчицей, бухгалтером, дояркой. В годы Великой Отечественной войны освоила профессию трактористки, окончила курсы трактористов на станции Ояш.
В 1951—1986 гг. — телятница совхоза «Маршанский» Каргатского района Новосибирской области.
Указом Президиума Верховного Совета СССР от 6 сентября 1973 года за получение высоких результатов в сельском хозяйстве и рекордные показатели в животноводстве Анастасии Дмитриевне Головачёвой было присвоено звание Героя Социалистического Труда с вручением ордена Ленина и медали «Серп и Молот».
Избиралась депутатом Верховного Совета РСФСР IX созыва.
Почётный житель Каргатского района (1998).
Умерла в Новосибирске в 2010 году. Похоронена на Заельцовском кладбище (квартал 48н).

## Награды
За трудовые успехи была удостоена:
- золотая звезда «Серп и Молот» (06.09.1973)
- два ордена Ленина (08.04.1971, 06.09.1973)
- другие медали.